# Бискаррос
Бискаррос (фр. Biscarrosse) — коммуна на юго-западе Франции в департаменте Ланды (регион Аквитания). Бискаррос является самым населённым городом исторического края Пеи-де-Борн в природной области Гасконские Ланды.

## География
Город Бискаррос расположен в историческом крае Пеи-де-Борн между озером Казо и озером Парантис.
Территориально Бискарросс разделён на три части:
- Biscarrosse-Bourg — собственно центральный посёлок коммуны, расположенный между двумя крупными озёрами,
- Biscarrosse-Plage — морской курорт на побережье Атлантического океана,
- Biscarrosse-Lac — жилой район вокруг озера Казо.

Таким образом, четвёртый по размеру город департамента Ланды, атлантический курорт Бискаррос имеет три кластера: собственно, город, являющийся административным и торговым центром коммуны, озёра и морской курорт. Коммуна Бискаррос, имея площадь 16040 га, располагает наиболее обширной территорией в департаменте Ланды (вполовину больше территории Парижа). Территория коммуны на две трети покрыта лесами и в её границах расположен Малый пруд Бискаррос.

## История
Большая часть истории этого сельского поселения связана с лесоводством, однако важный след в истории Бискарроса оставила авиация. Начиная с 1930-х годов в Бискарросе была устроена база гидросамолётов промышленной группы Латекоэр. Самолёты французской авиакомпании Аэропосталь, перевозившей почту, пилотом которой был Антуан де Сент-Экзюпери, взлетали с поверхности озера Бискаррос-э-Парантис, которое также называлось озеро Латекоэр. Позже, после слияния Аэропосталь с авиакомпанией Air France, с озера взлетали и пассажирские самолёты.
Впоследствии, когда трансатлантические гидросамолёты были вытеснены авиацией наземного базирования, базу в Бискарросе закрыли.

## Экономика
- Традиционно экономика коммуны базировалась на вырубке сосен в Ландских лесах, однако в настоящее время экономическая деятельность в Бискарросе сосредоточена вокруг летнего морского туризма и торговли.

- На территории коммуны расположен Исследовательский центр по запуску ракет (сокращённо CELM)[1], принадлежащий Главному управлению по закупкам вооружений (DGA) Министерства обороны Франции. Территория центра находится между районами Biscarrosse-plage и Mimizan-plage и между побережьем Атлантического океана и озером Бискаррос-э-Парантис. Этот центр специализируется на испытаниях наземных ракетных комплексов по заказам предприятий Министерства обороны Франции, а также на обучении военных.

- В городе имеется представительство Торгово-промышленной палаты департамента Ланды.

## Достопримечательности

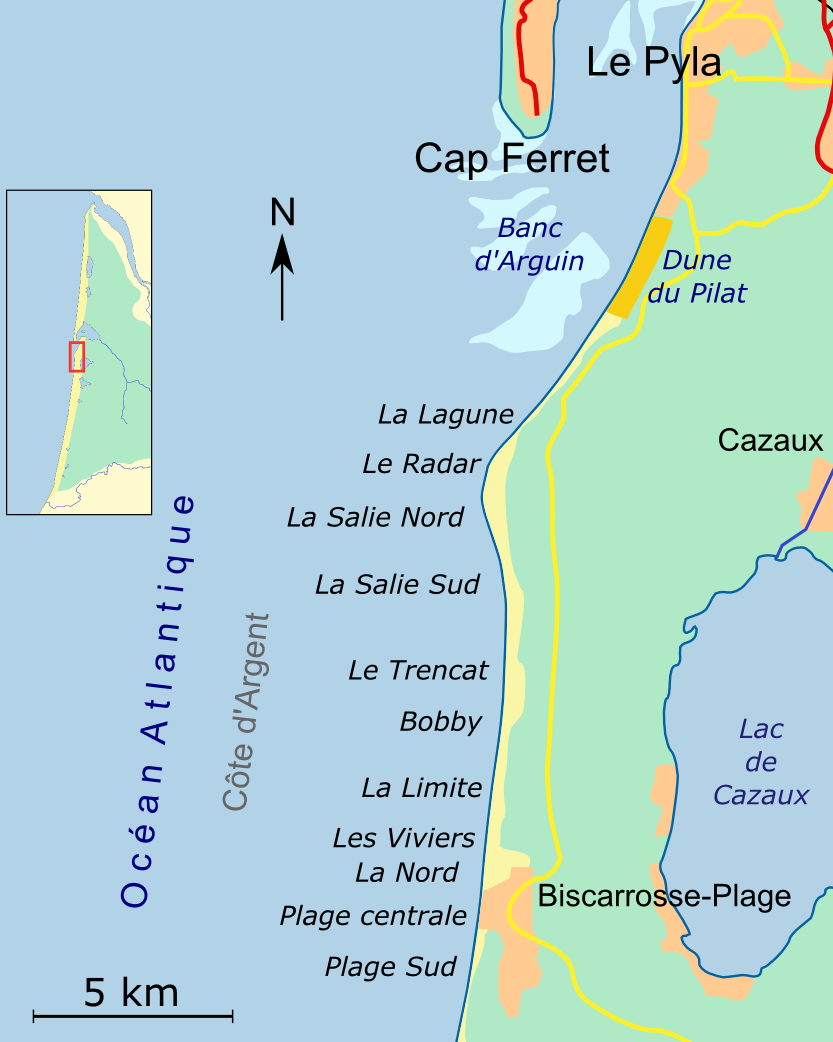
Точки сёрфинга от дюны Пила до Бискарроса

- Музей истории гидроавиации находится в непосредственной близости от озера Бискаррос-э-Парантис, которое прежде служило базой трансатлантических гидросамолётов. В экспозиции музея представлена вся история гидроавиации на примере макетов, фотографий и сборных элементов самолётов.
- Укреплённая церковь Сен-Мартен XIV—XV веков, построенная из «гарлюша», железистого песчаника, распространённого на территории Ландов.
- Церковь святой Бернадетты в районе Biscarrosse-Plage
- Замок Монброн (фр. château de Montbron), построенный в XVI веке. Замок имеет четыре круговые башни, возведённые по углам; в нём сохранились камины стиля Людовика XIII. Во времена оккупации Аквитании англичанами в этом рамке размещался гарнизон Чёрного Принца.
- Старинный вяз, возраст которого, согласно легенде, был более 600 лет и белая листва его кроны распускалась загадочным образом каждый год в мае. Старый Вяз умер в 2010 году, а в мае 2012 года его срубили, но фрагменты дерева сохранили для использования в художественном проекте увековечения его памяти[2].
- Краеведческий музей Бискарроса предлагает обзор традиционного культурного наследия Ландов и более детальные экспозиции наследия края Пеи-де-Борн. Посетителям также предлагается прогулка на лодке для осмотра болотистой пустоши. Экспозиция музея подробно рассказывает о формировании дюн, местных больших озёр, добыче древесной смолы и сельской жизни в крае.